# 34e gala des prix Félix
Le 34e gala des prix Félix, organisé par l'Association québécoise de l'industrie du disque, du spectacle et de la vidéo et animé par Louis-José Houde, s'est déroulé le 28 octobre 2012 et a récompensé les artistes québécois de la chanson.

## Album de l’année - Adulte contemporain
- L'existoire, Richard Desjardins

Autres nommés : Don Juan - Les plus grands succès du spectacle musical de Félix Gray, Artistes variés / L'avenir entre nous, Maxime Landry / Le désert des solitude, Catherine Major / Ma petite mam'zelle de chemin, Ingrid St-Pierre

## Album de l’année - Folk
- C'est un monde : Fred Pellerin

Autres nommés : Astronomie, Avec pas d'casque / Lisa LeBlanc, Lisa LeBlanc / À l'aube du printemps, Mes Aïeux / Le triangle des Bermudes, Patrice Michaud

## Album de l’année - Pop
- Blonde, Cœur de pirate

Autres nommés : Aux alentours, Marie-Pierre Arthur / Mixmania2, Artistes variés / Numéro 4, Marc Déry / Le vrai monde, Kaïn

## Album de l'année - Rock
- Que du vent, (les Cowboys Fringants)

Autres nommés : Au diable les remords, (Bodh'aktan) / L'heure et l'endroit, (Dumas) / Rien à cacher, (Kamakazi) / Le véritable amour, (Pépé)

## Album de l'année - Country
- Une femme libre, Renée Martel

Autres nommés : Manger du bois, Canailles / Volume 1, Éric Goulet / Bêtes lumineuses, Revenants / Country rock, Andrée Watters

## Album ou DVD de l'année - Humour
- L'album du peuple - tome 8, (François Pérusse)

Autres nommés : La réforme Nantel, (Guy Nantel) / André Sauvé, (André Sauvé)

## Album de l'année - Meilleur vendeur
- Star Académie 2012, Artistes variés

Autres nommés : Blonde, Cœur de pirate / L'avenir entre nous, Maxime Landry / C'est un monde, Fred Pellerin / L'album du peuple - tome 8, François Pérusse

## Auteur ou compositeur de l’année
- Avec pas d'casque

Autres nommés :Marie-Pierre Arthur / Koriass / Lisa LeBlanc / Catherine Major

## Chanson populaire de l’année
- Sans cri ni haine, Marie-Mai

Autres nommées : Météore, Alfa Rococo / Toi + moi, Artistes variés - Star Académie 2012 / Le même toi, Brigitte Boisjoli / Fin octobre, début novembre, Isabelle Boulay / Bien avec toi, Ariane Brunet / Adieu, Cœur de pirate / La tête en l'air, Kaïn / Paris - Montréal, Les Cowboys Fringants / Toujours rebelle, Jonathan Painchaud

## Groupe de l’année
- Mes Aïeux

Autres nommés : Kaïn / Les Cowboys Fringants / Les Trois Accords / Radio Radio

## Interprète féminine de l’année
- Cœur de pirate

Autres nommées : Marie-Pierre Arthur / Isabelle Boulay / Lisa LeBlanc / Andrée Watters

## Interprète masculin de l’année
- Vincent Vallières

Autres nommés : Gregory Charles / Maxime Landry / Éric Lapointe / Fred Pellerin

## Révélation de l’année
- Lisa LeBlanc

Autres nommés : Sophie Beaudet / Salomé Leclerc / Patrice Michaud / Ingrid St-Pierre

## Artiste québécois de l'année s'étant le plus illustré hors Québec
- Cœur de pirate

Autres nommés : Isabelle Boulay / Leonard Cohen / Simple Plan / Patrick Watson

## Artiste de la francophonie s'étant le plus illustré au Québec
- Stromae

Autres nommés : Arthur H / Tiken Jah Fakoly / Michel Fugain / Maurane

## Spectacle de l’année - Auteur-compositeur-interprète
- L'existoire, Richard Desjardins

Autres nommés : Que du vent, Les Cowboys Fringants / Golden Bombay, Misteur Valaire / De Colères et d'Espoir, Richard Séguin / Vallières au coin de la rue, Vincent Vallières

## Spectacle de l’année - Interprète
- Douze hommes rapaillés (deuxième édition), Artistes variés

Autres nommés : Le retour de nos idoles, Artistes variés / Mixmania2, Artistes variés / Les Grands Espaces, Isabelle Boulay / Une Sorcière Comme Les Autres, Jorane

## Spectacle de l'année - Humour
- Le temps qui court, Lise Dion

Autres nommés : Comme du monde, les Denis Drolet / Dans le champ, Claudine Mercier / Torture, Jean-Marc Parent / Mike Ward s'expose, Mike Ward

## Vidéoclip de l'année
- Camouflar, Galaxie

Autres nommés : Golden Baby, Cœur de pirate / Synesthésie, Malajube / Je te mange, Philémon chante / Petite leçon de ténèbres, Philippe B

## Hommage
Renée Martel